# صانع التبن (فلم 2021)
صانع التبن (بالإنجليزية: Haymaker) فيلم دراما وأكشن أمريكي للمخرج نيك ساسو الذي قام بكتابة روايته والسيناريو. الفيلم من بطولة ديميس أرانياديس، وآرييل آش، وزوي بيل. يروي الفيلم قصة مقاتل مواي تاي متقاعد (ساسو) يعمل كحارس، ينقذ مغنيًا متحولًا جنسيًا (رويز) من سفاح شنيع، ليصبح في النهاية حارسًا شخصيًا له. صدر الفيلم في الولايات المتحدة في 29 يناير 2021.

## طاقم التمثيل
| - ديميس أرانياديس: في دور سيرين 2 - ارييل اش: في دور راقصة 2 - زوي بيل: في دور روزي - جاي بولجر: في دور كريس - قاسم بونسونغ: في دور سائق توك توك 1 | - يسينيا كابريرو: في دور نادلة - خوسيه فرناندو كافازوس: في دور رجل في حمام السباحة - الكسندر تشانغ: في دور اليكس - ناتالي تشانغ: في دور مضيفة طيران - جوناس كوهين: في دور شلوب 2 | - آبي كوريل: في دور موظفة استقبال - إيدي كويلو: في دور كورنرمان بريت - ماثيو دين شانثافانيج: في دور المحاور التايلاندي - لورينزو دياز: في دور الصاحب الأول - فيرونيكا فالكون: في دور ماريسول |

## ملخص أحداث الفيلم
مقاتل مواي تاي متقاعد يتميز بالهدوء والقوة، وهو مناسب بشكل طبيعي لمنصب الحارس الشخصي لمغني متحول جنسياً يحتاج إلى القليل من العضلات، وأثناء سفرهما عبر العالم تتطور مشاعر بعضهما البعض والتي تتعارض قليلاً مع طموحات نيك في العودة إلى الحلبة.

## استقبال الفيلم
كتب موقع fmovie123 (ف.موفي 123): «النقطة الحقيقية في هذا الفيلم هي مشاهدة رويز، الذي لا يستطيع الغناء، أعتقد أنهم كانوا يحاولون دفع بعض وجهة نظر المتحولين جنسياً أيضًا، وفجروا هذه الفكرة تمامًا».
كتب موقع «جي بي سبينز jbspins»: «الفيلم يصعب مراجعته، لأنه ليس لديه ما يكفي للتوصية به، ولكن سأكون سعيدًا بمشاهدة الفيلم التالي لساسو بناءً على هذا الفيلم».
كتب موقع «بانش درانك كريتكس punch drunk critics»: «النص قابل للنسيان وفي بعض الأحيان يحك الرأس. وجدت نفسي أواجه مشكلة في الاهتمام بالشخصيات. يظهر ساسو القليل جدًا من المشاعر ويمتص الطاقة من المشاهد».
كتب موقع «ورلد فيلم جيك world film geek»: «قد لا يرضي كل من يفضل اختيار نوع على آخر، ومع ذلك، من المرجح أن تستمتع بهذه الدراما العاطفية المترابطة جيدًا مع نوبة ذروية مثيرة للاهتمام. ظهور جدير لنيك ساسو وسيكون رائعًا أن نرى ميزة أخرى منه في المستقبل».

## وصلات خارجية
- صانع التبن (فيلم 2021)
- صانع التبن (فيلم 2021)
- صانع التبن (فيلم 2021)
- صانع التبن (فيلم 2021)